# Ababo
Ababo ou Hababo Guduru est un woreda de l'ouest de l'Éthiopie situé dans la zone Horo Guduru Welega de la région Oromia. Le woreda compte 45 325 habitants en 2007. Son chef-lieu est Dedu.

## Origine et nom
Ancienne partie nord du woreda Guduru[réf. souhaitée], Ababo s'en détache avant 2007 sous le nom d'Hababo Guduru. Il est connu ensuite sous le nom d'Ababo.

## Situation
Limitrophe de la région Amhara et limitrophe de la zone Mirab Shewa dans la région Oromia, Ababo est bordé dans la zone Horo Guduru Welega par les woredas Abay Chomen et Guduru.
Son centre administratif, Dedu ou Dadu, est à 25 km au nord du chef-lieu du woreda Guduru (Kombolcha ou Kombosha).

## Population
Le recensement national de 2007 fait état pour ce woreda d'une population de 45 325 habitants dont 5 % de citadins, la seule agglomération recensée est Dedu qui a 2 364 habitants. Environ 42 % des habitants sont orthodoxes, 40 % sont protestants et 17 % sont de religions traditionnelles africaines.
En 2022, la population du woreda est estimée à 64 962 personnes avec une densité de population de 67 personnes par km2 et 973,5 km2 de superficie.